# Das Tagebuch (Goethe)
Das Tagebuch ist ein 1810 geschriebenes Gedicht von Johann Wolfgang von Goethe.

## Inhalt
In 24 Stanzen schildert Goethe in der Ich-Form, wie der Protagonist nach längerer Abwesenheit von zu Hause auf der Rückreise durch einen Wagenbruch aufgehalten wird. Im Gasthaus, wo er Unterkunft gefunden hat, trifft er auf ein Dienstmädchen, das bereit ist, mit ihm eine Liebesnacht zu verbringen. Doch scheitert der intime Akt an der unerwarteten Impotenz des Erzählers. Erst als er an seine Liebste zu Hause denkt, bekommt er eine Erektion. So an den Wert der ehelichen Treue erinnert, verzichtet der Erzähler darauf, das inzwischen eingeschlafene Dienstmädchen zu wecken, das schließlich bei Tagesanbruch das Zimmer verlässt.
Der Autor schildert unverblümt das sexuelle Versagen. Er bezeichnet sein Glied umschreibend als Meister, Knecht oder mit dem lateinischen Wort Iste (= Der da). Aus einem unterdrückten Venezianischen Epigramm geht hervor, dass die heute geläufigen Ausdrücke Penis und (männliches) Glied zu Goethes Zeit nicht gebräuchlich waren, nur der Vulgärausdruck Schwanz.
Goethe hat dem Gedicht ein lateinisches Motto vorangestellt: aliam tenui, sed iam quum gaudia adirem, / Admonuit dominae deseruitque Venus. (= Ich nahm mir eine andere, doch als ich schon zur Freude schreiten wollte, / erinnerte mich Venus an meine Herrin und verließ mich.) Das Zitat ist einer Elegie von Tibull entnommen, doch Goethe lässt das Anfangswort Saepe (= oft) des Originals weg, wohl weil es sich bei der geschilderten Begebenheit um ein einmaliges Ereignis handelte.

## Entstehung

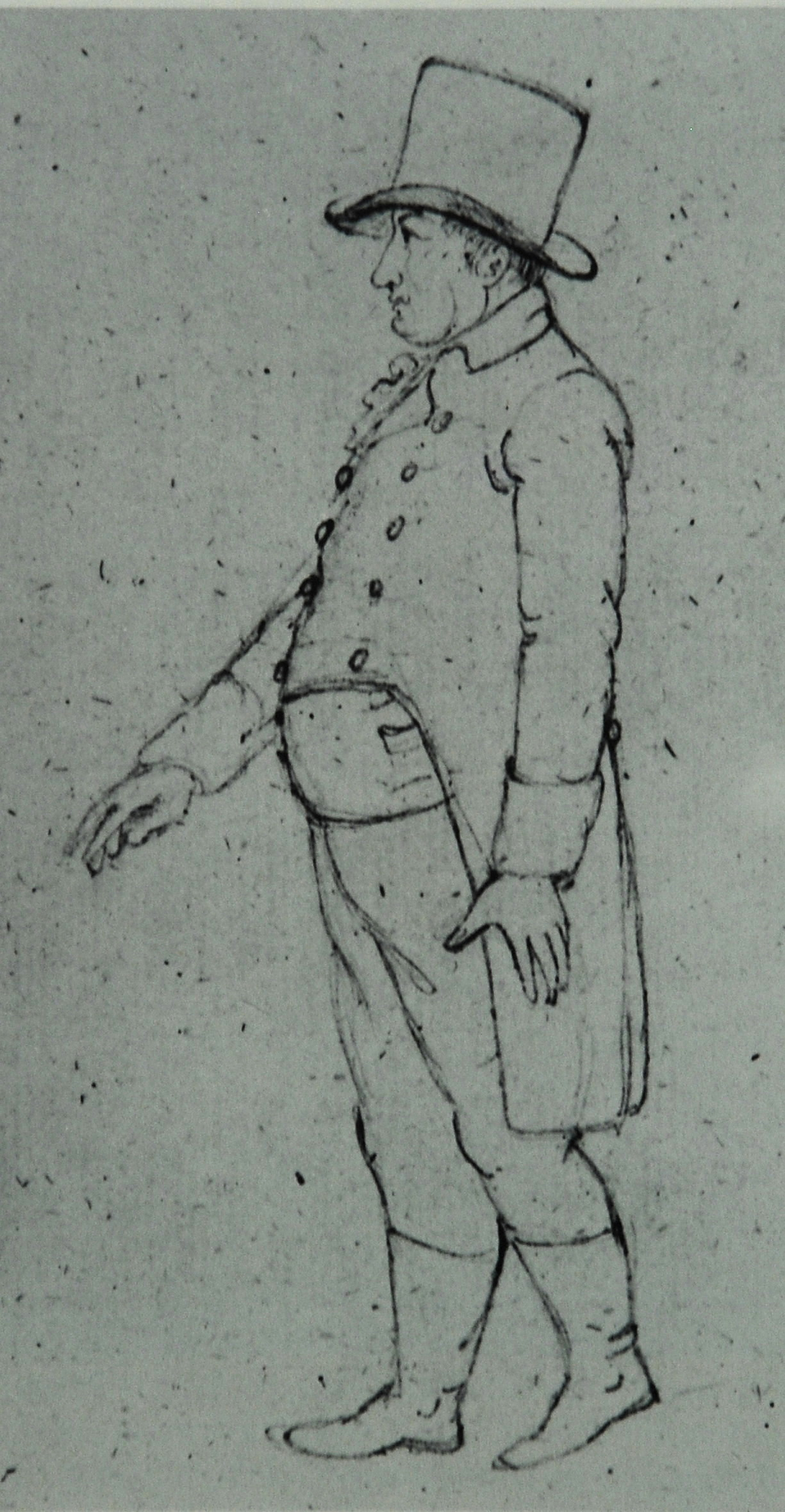
Unbekannter Zeichner: Goethe (um 1810)

Am 30. April 1810 notierte Goethe: „Die Stanzen des ‚Tagebuch‘ abgeschrieben.“ Es ist also anzunehmen, dass das Gedicht kurz zuvor entstanden war. Doch hatte Goethe Anfang 1810 keine längere Reise unternommen, auf der sich das Erlebnis abgespielt haben könnte. Die letzte mehrmonatige Abwesenheit von Weimar datiert auf den Zeitraum vom 23. Juli bis zum 7. Oktober 1809, als sich der Dichter in Jena aufgehalten hatte.
In der Folgezeit hat Goethe sein Gedicht im kleinen Kreis (Riemer, Knebel, Eckermann) wiederholt vorgelesen, von einer Veröffentlichung jedoch Abstand genommen.

## Rezeption
Wegen seines „unsittlichen“ Inhalts war das Gedicht in den meisten Ausgaben der Werke Goethes nicht enthalten. Erst 1861 brachte der Verleger Salomon Hirzel einen Privatdruck in 24 Exemplaren heraus. Mehrfach wurden Liebhaberdrucke des Werks polizeilich konfisziert. Anstoß erregte insbesondere die Stelle
Vor deinem Jammerkreuz, blutrünst’ger Christe,

Verzeih mir’s Gott, es regte sich der Iste.
Bis weit ins 20. Jahrhundert hinein wurde diese Passage fortgelassen oder mit Sternchen geschwärzt.
Zu den Bewunderern des Gedichts zählte Thomas Mann. Als er ein Exemplar des Werks mit Farbillustrationen von Max Schwimmer erhielt, schrieb er: „Und danken Sie freundlichst in meinem Namen auch Herrn Professor Schwimmer für das von ihm mit so genialisch leichter und feiner Hand illustrierte ‚Tagebuch‘, an dem ich große Freude habe. Ich habe für diese kecke Moralität immer eine besondere Neigung gehabt.“
Auch Rainer Maria Rilke zeigte sich fasziniert von dem Gedicht, als sein Verleger Anton Kippenberg es ihm 1913 vorlas.
Dennoch wurde das Gedicht weiterhin kaum zur Kenntnis genommen. Erst als Siegfried Unseld 1978 das Werk zusammen mit den „Sieben Gedichten“ (Phallische Hymnen) Rilkes als Jubiläumsband 1000 der Insel-Bücherei herausbrachte, erkannte man den Rang des Gedichts. Es ist seither in vielen Anthologien erschienen und ein selbstverständlicher Bestandteil aller Gesamtausgaben von Goethes Gedichten.

## Deutung
Darüber hinaus könnte die sexuelle Impotenz auch eine Schreibblockade symbolisieren. In der zweiten Strophe schreibt der Dichter noch:
So ward im Federzug des Tags Ereignis

In süßen Worten ihr ein freundlich Gleichnis.
Doch nach der ersten Begegnung mit dem Dienstmädchen heißt es:
Doch weiß ich nicht, die Tintenworte liefen

Nicht so wie sonst in alle Kleinigkeiten,
Erst am Ende des Gedichts ist die Blockade überwunden, und der Autor schreibt:
Zum Schlusse findest du geheime Worte:

Die Krankheit erst bewahret den Gesunden.

Dies Büchlein soll dir manches Gute zeigen,

Das Beste nur muss ich zuletzt verschweigen.
Johannes Niejahr, einer der ersten germanistischen Kommentatoren des Gedichts, hat eine Quelle bei Ovid (Amores, III, 7) identifiziert.
Schließlich sei noch auf die Spekulation hingewiesen, das Gedicht enthalte Hinweise auf eine intime Beziehung zwischen Goethe und Herzogin Anna Amalia. Diese Deutung fußt hauptsächlich auf der Stelle
So war es nicht vor Jahren,

Als deine Herrin dir zum ersten Male

Vor’s Auge trat im prachterhellten Saale.

Da quoll dein Herz, da quollen deine Sinnen,

So dass der ganze Mensch entzückt sich regte.

Zum raschen Tanze trugst du sie von hinnen,

Die kaum der Arm und schon der Busen hegte;
Doch war Anna Amalia zur Entstehungszeit des Gedichts schon drei Jahre tot. An anderen Stellen der Ballade wird die Frau, der der Dichter letztlich treu bleibt, als Traute oder Liebste bezeichnet. Es heißt sogar:
und als ich endlich sie zur Kirche führte
was sich nur auf Goethes Ehefrau Christiane beziehen kann.

## Ausgaben (Auswahl)
- Salomon Hirzel (Hrsg.): Johann Wolfgang von Goethe: Das Tagebuch. Privatdruck. Leipzig, 1861
- Max Mendheim (Hrsg.): Goethe. Das Tagebuch (1810). Vier unterdrückte Römische Elegien. Nicolai auf Werthers Grab. Wortgetreue Nachdrucke. Mit einer litterarhistorischen Einleitung unter Benutzung eines bisher noch unbekannten Briefwechsels. Bibliothek litterarischer und kulturhistorischer Seltenheiten. Verlag von Adolf Weigel, Leipzig 1904. Auflagenhöhe 1050.
- Johann Wolfgang von Goethe: Das Tagebuch. Mit farbigen Illustrationen von Max Schwimmer. Verlag der Nation, 1955.
- Johann Wolfgang von Goethe: Das Tagebuch. Mit 27 Illustrationen von Eva Schwimmer. Erich Vollmer Verlag, Wiesbaden, Berlin o. J. [1961]